# Praia da Riviera
Praia da Riviera, Praia da Vitória, ilha Terceira, Açores.
A Praia da Riviera localiza-se na freguesia do Cabo da Praia, município da Praia da Vitória, na ilha Terceira, nos Açores.
Trata-se de uma praia de areia rodeada de rocha ainda em estado selvagem. É ainda possível observar nos canaviais desta praia algumas nidificações de aves migratórias e especialmente abundância de Codorniz ("Coturnix coturnix") que ali nidificam.  Inicialmente disponha de um vasto areal que se alongava a toda a extensão da sua costa. Em conjunto com o da Praia perfaziam uma faixa de areia branca com aproximadamente 6 km de cumprimento.
Em resultado de alterações que ao longo dos anos a costa do Cabo da Praia foi sofrendo, das praias que existiam, apenas resta a Praia da Riviera. Este local aprazível é imensamente requisitado por veraneantes que se refrescam nas suas águas límpidas e amenas.

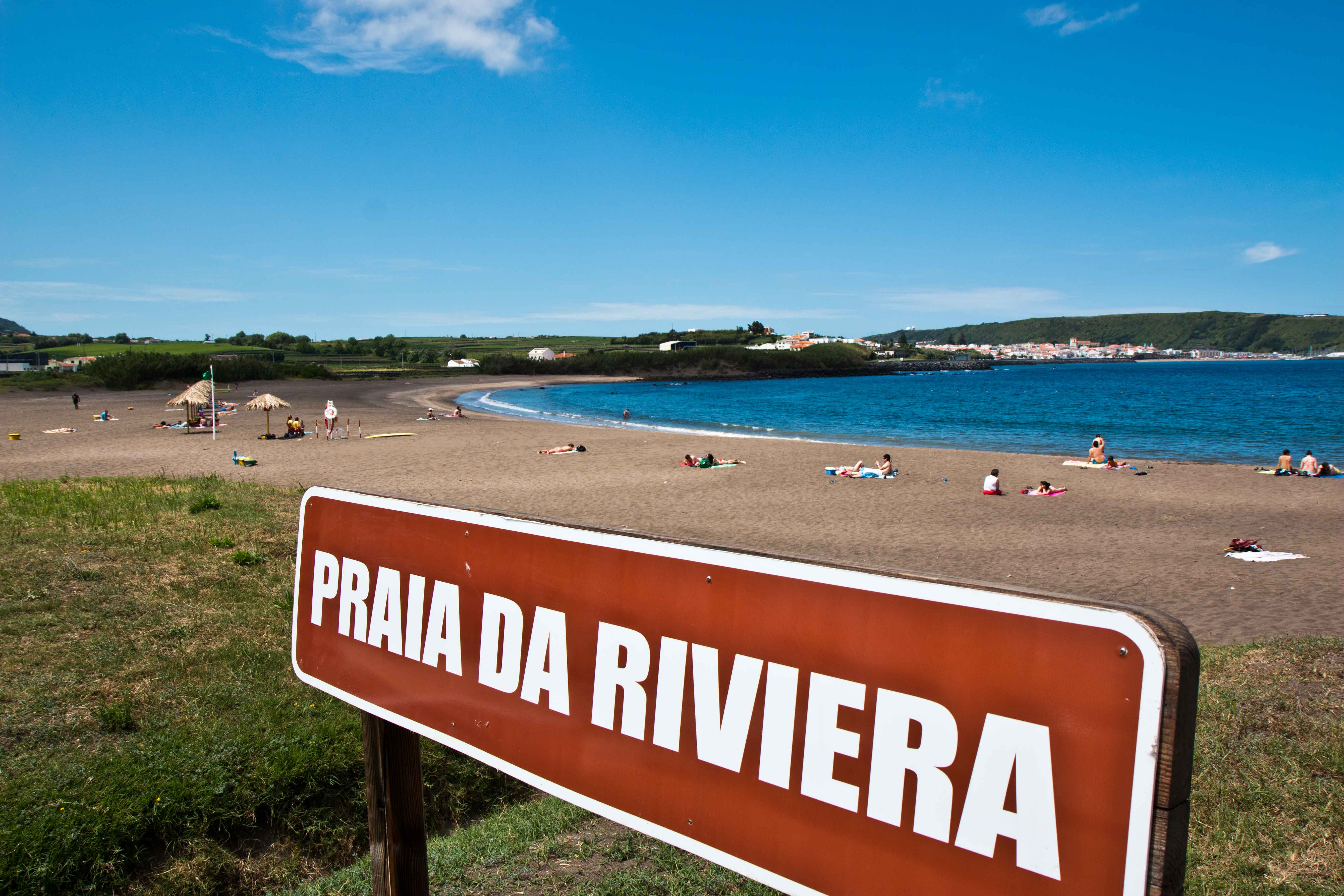
Praia da Riviera

Praia da Riviera